# Aleksander Aamodt Kilde
Aleksander Aamodt Kilde, norveški alpski smučar, * 21. september 1992, Bærum, Norveška.

## Dosežki

### Osvojeni globusi
- 1 mali kristalni globus  – (superveleslalom)

| Sezona | Disciplina      |
| ------ | --------------- |
| 2016   | Superveleslalom |

### Dosežki v svetovnem pokalu
| Sezona | Starost | Skupni seštevek | Slalom | Veleslalom | Supervelelalom | Smuk | Kombinacija |
| ------ | ------- | --------------- | ------ | ---------- | -------------- | ---- | ----------- |
| 2014   | 21      | 80              | —      | —          | 29             | 55   | 39          |
| 2015   | 22      | 75              | —      | —          | 26             | 48   | —           |
| 2016   | 23      | 12              | —      | 45         | 1              | 11   | 16          |

### Zmage
- 2 zmagi – (1 smuk, 1 superveleslalom)
- 4 stopničke – (1 smuk, 3 supervelelalom)

| Sezona | Datum        | Kraj                   | Disciplina      |
| ------ | ------------ | ---------------------- | --------------- |
| 2016   | 30. jan 2016 | Garmisch, Nemčija      | smuk            |
| 2016   | 27. feb 2016 | Hinterstoder, Avstrija | superveleslalom |